# Митруш Кутели

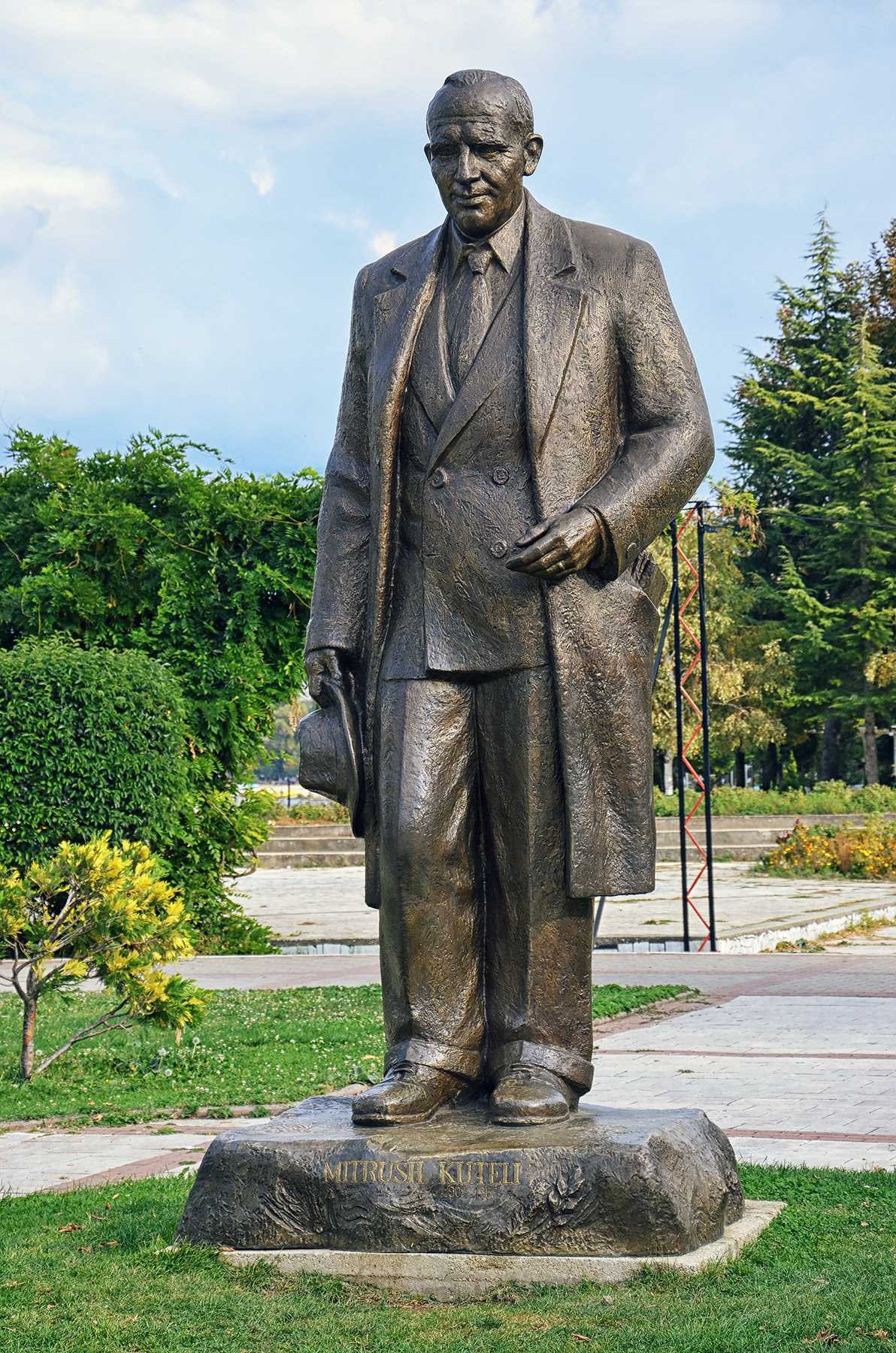
Памятник Митрушу Кутели в г. Поградец

Митруш Кутели (настоящее имя — Дмитрие Паску) (алб. Mitrush Kuteli; 13 сентября 1907, Поградец, вилайет Манастир, Османская империя — 4 мая 1967, Тирана, Албания) — албанский писатель
, поэт, литературный критик, переводчик, журналист, редактор, фольклорист. Доктор экономики. Наряду с Эрнестом Колики считается основателем современной албанской прозы.

## Биография
Родился в семье аромунского происхождения.
Вырос в Румынии. Обучался в коммерческом колледже в Салониках, затем переехал в Бухарест, где в 1931 году получил высшее экономическое образование, защитив диссертацию по банковской системе на Балканах. В 1934 году он получил докторскую степень в этой области, получив диплом «Diplomam Magnam cum Laudæ».
В Бухаресте занимался журналистикой, с 1928 по 1933 год редактировал еженедельную газету на албанском языке Shqipëri' e re («Новая Албания»), издававшуюся в Констанце. Много публиковался и известен под именем Дмитрие Паску. С 1934 года был высокопоставленным чиновником румынского министерства экономики, затем директором банка в Черновцах.
Во время Второй мировой войны перебрался в Албанию. В конце войны он вместе с группой однодумцев основал недолго просуществовавший литературный журнал Revista letrare («Литературное обозрение»), вошёл в редакцию Bota e re («Новый мир»), первого албанского военно-литературного журнала и стал одним из основателей Албанской лиги писателей и художников. Кутели был автором первых албанских работ в области литературной критики — в 1937 году он опубликовал работу, посвящённую творчеству Ласгуша Порадеци.
После прихода к власти коммунистов в 1947 году был приговорён к 15 годам тюремного заключения за публично высказанное несогласие с включением Косово в состав Югославии. Пытался покончить жизнь самоубийством.
После освобождения Кутели почти не имел возможности публиковать собственные тексты и печатался как детский писатель и переводчик с русского (переводил классику XIX века Гоголь, И. А. Крылов, Пушкин, И. С. Тургенев, Салтыков-Щедрин и советскую литературу М. Горький, К. Паустовский, Н. Островский), румынского (Михай Эминеску), испанского (Пабло Неруда), французского (Поль Элюар), китайского (Лу Синь) языков.
Занимался собиранием мифов и народных сказок.
Умер от сердечного приступа .

## Избранная библиография
- Lasgush Poradeci — 1937
- Net shqiptare — 1938
- Pylli i gështenjave — 1958
- Ago Jakupi e të tjera rrëfime — 1943
- Sulm e lotë — 1943
- Shënime letrare — 1944
- Havadan më havadan — 1944
- Kapllan aga i Shaban Shpatës — 1944
- Dashuria e barbarit Artan — 1946
- Xinxifilua — 1962
- Tregime të moçme shqiptare — 1965
- Tregime të zgjedhura — 1972
- Baltë nga kjo tokë — 1973
- Në një cep të Ilirisë së poshtme — 1983
- Këngë e britma nga qyteti i djegur
- E madhe është gjëma e mëkatit — 1993
- Ditar i ekonomistit — 2012
- Netë moldave — 2015